# Élections législatives de 1962 dans l'Aisne
Les élections législatives françaises de 1962 se déroulent les 18 et 25 novembre 1962. Dans le département de l'Aisne, cinq députés sont à élire dans le cadre de cinq circonscriptions.

## Élus
| Circonscription | Député sortant    | Parti | Parti | Député élu ou réélu | Parti | Parti   |
| --------------- | ----------------- | ----- | ----- | ------------------- | ----- | ------- |
| 1re             | Gilbert Devèze    |       | CNIP  | Guy Sabatier        |       | UNR-UDT |
| 2e              | Edmond Bricout    |       | UNR   | Edmond Bricout      |       | UNR-UDT |
| 3e              | Édouard Alliot    |       | CNIP  | Jean Risbourg       |       | UNR-UDT |
| 4e              | Albert Catalifaud |       | UNR   | Albert Catalifaud   |       | UNR-UDT |
| 5e              | André Rossi       |       | CR    | André Rossi         |       | CR      |

## Résultats

### Analyse

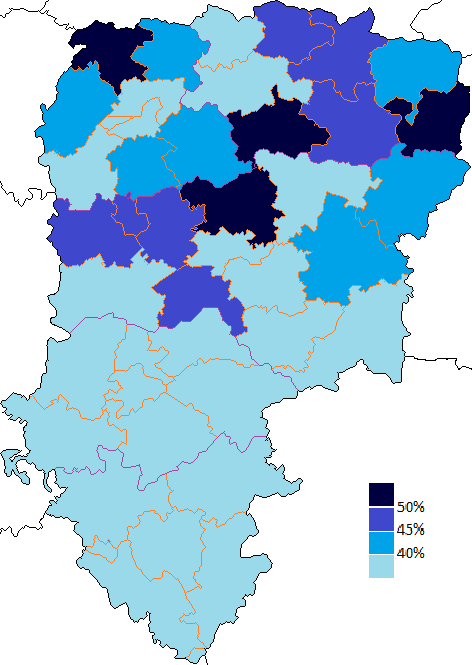
Résultats électoraux de la majorité présidentielle au premier tour par canton.
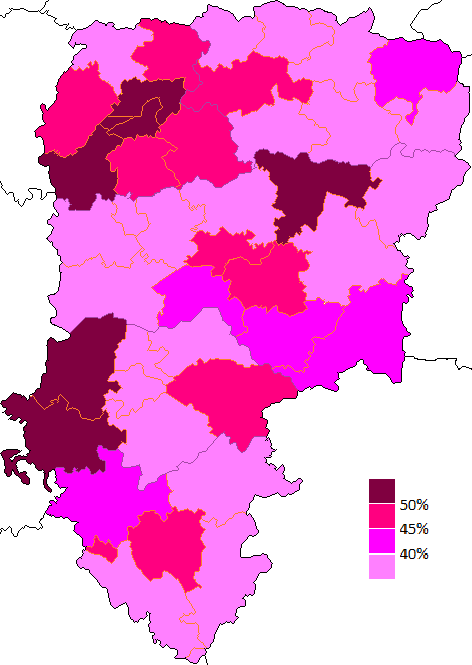
Résultats électoraux de la gauche parlementaire au premier tour par canton.

### Résultats à l'échelle du département
| Parti          | Parti                                          | Premier tour | Premier tour | Second tour | Second tour | Sièges |
| Parti          | Parti                                          | Voix         | %            | Voix        | %           | Sièges |
| -------------- | ---------------------------------------------- | ------------ | ------------ | ----------- | ----------- | ------ |
|                | Union pour la nouvelle République (UDT)        | 73 607       | 35,46        | 92 738      | 43,10       | 4      |
|                | Divers droite (gaulliste)                      | 1 426        | 0,69         |             |             | 0      |
|                | Majorité présidentielle                        | 75 033       | 36,15        | 92 738      | 43,10       | 4      |
|                |                                                |              |              |             |             |        |
|                | Centre national des indépendants et paysans    | 19 328       | 9,31         | 5 554       | 2,58        | 0      |
|                | Centre républicain                             | 19 078       | 9,19         | 30 527      | 14,19       | 1      |
|                | Mouvement républicain populaire                | 5 049        | 2,43         | Retrait     | Retrait     | 0      |
|                | Centre démocratique                            | 43 455       | 20,94        | 36 081      | 16,77       | 1      |
|                |                                                |              |              |             |             |        |
|                | Parti communiste français                      | 48 811       | 23,52        | 67 830      | 31,52       | 0      |
|                | Section française de l'Internationale ouvrière | 40 258       | 19,40        | 18 529      | 8,61        | 0      |
|                |                                                |              |              |             |             |        |
| Inscrits       | Inscrits                                       | 289 707      | 100,00       | 289 425     | 100,00      | 5      |
| Abstentions    | Abstentions                                    | 74 917       | 25,86        | 65 216      | 22,53       |        |
| Votants        | Votants                                        | 214 790      | 74,14        | 224 209     | 77,47       |        |
| Blancs et nuls | Blancs et nuls                                 | 7 233        | 3,37         | 9 031       | 4,03        |        |
| Exprimés       | Exprimés                                       | 207 557      | 96,63        | 215 178     | 95,97       |        |

### Cartes

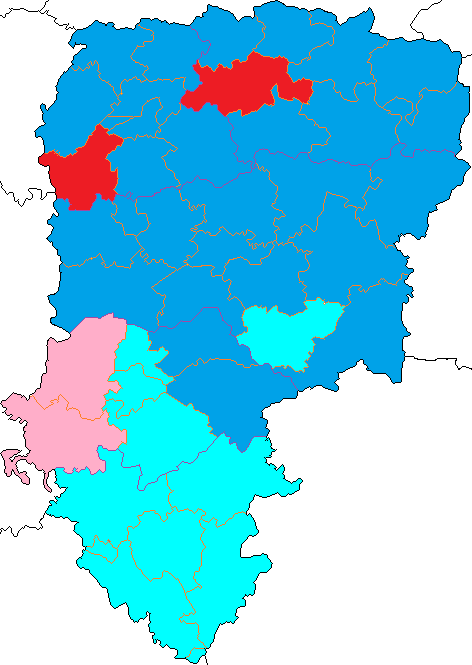
Nuance politique des candidats arrivés en tête dans chaque canton au 1er tour dans le département de l'Aisne.
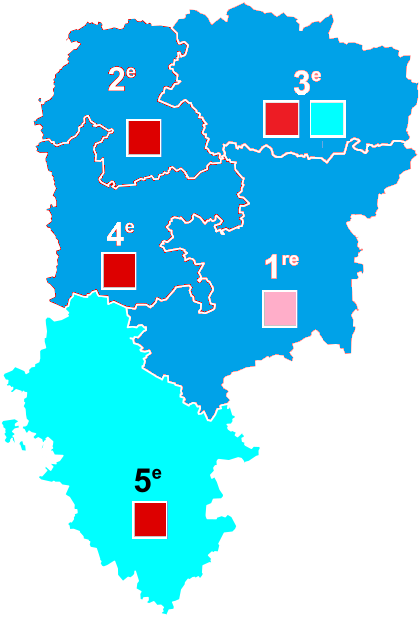
Nuance politique des candidats arrivés en tête dans chaque circonscription au 1er tour dans l'Aisne avec celle des candidats se maintenant au second tour.
Nuance politique des députés élus dans chaque circonscription au 2e tour dans l'Aisne.

### Résultats par circonscription

#### Première circonscription (Laon)
| Candidat         | Candidat               | Parti          | Premier tour | Premier tour | Second tour | Second tour |  |
| Candidat         | Candidat               | Parti          | Voix         | %            | Voix        | %           |  |
| ---------------- | ---------------------- | -------------- | ------------ | ------------ | ----------- | ----------- |  |
|                  | Guy Sabatier élu       | UNR-UDT        | 13 390       | 35,30        | 20 081      | 52,01       |  |
|                  | Marcel Levindrey       | SFIO           | 9 273        | 24,45        | 18 529      | 47,99       |  |
|                  | Gilbert Devèze sortant | CNIP           | 7 861        | 20,73        | Retrait     | Retrait     |  |
|                  | André Pallut           | PCF            | 7 405        | 19,52        | Retrait     | Retrait     |  |
|                  |                        |                |              |              |             |             |  |
| Inscrits         | Inscrits               | Inscrits       | 52 481       | 100,00       | 52 464      | 100,00      |  |
| Abstentions      | Abstentions            | Abstentions    | 13 329       | 25,4         | 12 072      | 23,01       |  |
| Votants          | Votants                | Votants        | 39 152       | 74,6         | 40 392      | 76,99       |  |
| Blancs et nuls   | Blancs et nuls         | Blancs et nuls | 1 223        | 3,12         | 1 782       | 4,41        |  |
| Exprimés         | Exprimés               | Exprimés       | 37 929       | 96,88        | 38 610      | 95,59       |  |
| Source : Gallica |                        |                |              |              |             |             |  |

#### Deuxième circonscription (Saint-Quentin)
| Candidat         | Candidat                     | Parti          | Premier tour | Premier tour | Second tour | Second tour |  |
| Candidat         | Candidat                     | Parti          | Voix         | %            | Voix        | %           |  |
| ---------------- | ---------------------------- | -------------- | ------------ | ------------ | ----------- | ----------- |  |
|                  | Edmond Bricout sortant réélu | UNR-UDT        | 19 800       | 41,17        | 29 407      | 57,26       |  |
|                  | Adrien Renard                | PCF            | 14 119       | 29,36        | 21 948      | 42,74       |  |
|                  | Pierre Laroche               | SFIO           | 10 097       | 21,00        | Retrait     | Retrait     |  |
|                  | Paul Liagre                  | MRP            | 2 499        | 5,20         | Retrait     | Retrait     |  |
|                  | Gaston Schall                | CNIP           | 1 577        | 3,28         |             |             |  |
|                  |                              |                |              |              |             |             |  |
| Inscrits         | Inscrits                     | Inscrits       | 68 455       | 100,00       | 68 428      | 100,00      |  |
| Abstentions      | Abstentions                  | Abstentions    | 18 959       | 27,7         | 14 417      | 21,07       |  |
| Votants          | Votants                      | Votants        | 49 496       | 72,3         | 54 011      | 78,93       |  |
| Blancs et nuls   | Blancs et nuls               | Blancs et nuls | 1 404        | 2,84         | 2 656       | 4,92        |  |
| Exprimés         | Exprimés                     | Exprimés       | 48 092       | 97,16        | 51 355      | 95,08       |  |
| Source : Gallica |                              |                |              |              |             |             |  |

#### Troisième circonscription (Hirson)
| Candidat           | Candidat               | Parti          | Premier tour | Premier tour | Second tour | Second tour |  |
| Candidat           | Candidat               | Parti          | Voix         | %            | Voix        | %           |  |
| ------------------ | ---------------------- | -------------- | ------------ | ------------ | ----------- | ----------- |  |
|                    | Jean Risbourg élu      | UNR-UDT        | 15 654       | 42,71        | 20 373      | 53,39       |  |
|                    | Raymond Lefranc        | PCF            | 8 553        | 23,33        | 12 235      | 32,06       |  |
|                    | Édouard Alliot sortant | CNIP           | 7 366        | 20,09        | 5 554       | 14,55       |  |
|                    | Raymond Fischer        | SFIO           | 5 083        | 13,87        | Retrait     | Retrait     |  |
|                    |                        |                |              |              |             |             |  |
| Inscrits           | Inscrits               | Inscrits       | 49 934       | 100,00       | 49 701      | 100,00      |  |
| Abstentions        | Abstentions            | Abstentions    | 12 103       | 24,24        | 10 564      | 21,26       |  |
| Votants            | Votants                | Votants        | 37 831       | 75,76        | 39 137      | 78,74       |  |
| Blancs et nuls     | Blancs et nuls         | Blancs et nuls | 1 175        | 3,11         | 975         | 2,49        |  |
| Exprimés           | Exprimés               | Exprimés       | 36 656       | 96,89        | 38 162      | 97,51       |  |
| Source : Data.gouv |                        |                |              |              |             |             |  |

#### Quatrième circonscription (Chauny)
| Candidat           | Candidat                        | Parti                     | Premier tour | Premier tour | Second tour | Second tour |  |
| Candidat           | Candidat                        | Parti                     | Voix         | %            | Voix        | %           |  |
| ------------------ | ------------------------------- | ------------------------- | ------------ | ------------ | ----------- | ----------- |  |
|                    | Albert Catalifaud sortant réélu | UNR-UDT                   | 15 612       | 42,26        | 22 877      | 58,21       |  |
|                    | Étienne Mansart                 | PCF                       | 8 696        | 23,54        | 16 422      | 41,79       |  |
|                    | Maurice Brugnon                 | SFIO                      | 6 135        | 16,61        | Retrait     | Retrait     |  |
|                    | Julien Béal                     | MRP                       | 2 550        | 6,90         | Retrait     | Retrait     |  |
|                    | Norbert Cerf                    | CNIP                      | 2 524        | 6,83         | Retrait     | Retrait     |  |
|                    | Henri Courcy                    | Divers droite (Gaulliste) | 1 426        | 3,86         |             |             |  |
|                    |                                 |                           |              |              |             |             |  |
| Inscrits           | Inscrits                        | Inscrits                  | 53 448       | 100,00       | 53 444      | 100,00      |  |
| Abstentions        | Abstentions                     | Abstentions               | 13 899       | 26           | 12 336      | 23,08       |  |
| Votants            | Votants                         | Votants                   | 39 549       | 74           | 41 108      | 76,92       |  |
| Blancs et nuls     | Blancs et nuls                  | Blancs et nuls            | 2 606        | 6,59         | 1 809       | 4,4         |  |
| Exprimés           | Exprimés                        | Exprimés                  | 36 943       | 93,41        | 39 299      | 95,6        |  |
| Source : Data.gouv |                                 |                           |              |              |             |             |  |

#### Cinquième circonscription (Château-Thierry - Soissons)
| Candidat           | Candidat                  | Parti          | Premier tour | Premier tour | Second tour | Second tour |  |
| Candidat           | Candidat                  | Parti          | Voix         | %            | Voix        | %           |  |
| ------------------ | ------------------------- | -------------- | ------------ | ------------ | ----------- | ----------- |  |
|                    | André Rossi sortant réélu | CR             | 19 078       | 39,80        | 30 527      | 63,93       |  |
|                    | Robert Pénit              | PCF            | 10 038       | 20,94        | 17 225      | 36,07       |  |
|                    | Charles Baur              | SFIO           | 9 670        | 20,17        | Retrait     | Retrait     |  |
|                    | André de Novion           | UNR-UDT        | 9 151        | 19,09        | Retrait     | Retrait     |  |
|                    |                           |                |              |              |             |             |  |
| Inscrits           | Inscrits                  | Inscrits       | 65 389       | 100,00       | 65 388      | 100,00      |  |
| Abstentions        | Abstentions               | Abstentions    | 16 627       | 25,43        | 15 827      | 24,2        |  |
| Votants            | Votants                   | Votants        | 48 762       | 74,57        | 49 561      | 75,8        |  |
| Blancs et nuls     | Blancs et nuls            | Blancs et nuls | 825          | 1,69         | 1 809       | 3,65        |  |
| Exprimés           | Exprimés                  | Exprimés       | 47 937       | 98,31        | 47 752      | 96,35       |  |
| Source : Data.gouv |                           |                |              |              |             |             |  |